# 対馬振興局

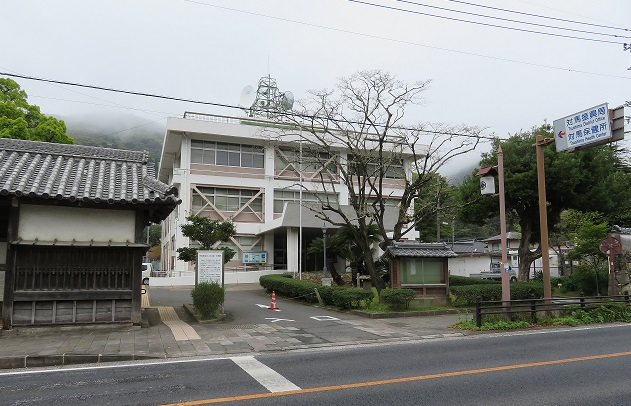
対馬振興局

長崎県旗

所管区（対馬市）

対馬振興局（つしましんこうきょく, Tsushima Branch of Nagasaki Prefectural Office）は、長崎県の対馬を管轄する出先機関。対馬市厳原町に置かれている。
2005年（平成17年）の組織改編までは「対馬支庁」、2009年（平成21年）までは「対馬地方局」と称していた。

## 所在地
- 〒817-8520　長崎県対馬市厳原町宮谷224番地（北緯34度12分36.5秒 東経129度17分22.8秒 / 北緯34.210139度 東経129.289667度座標: 北緯34度12分36.5秒 東経129度17分22.8秒 / 北緯34.210139度 東経129.289667度）

## 組織
| 長崎地域 県北地域 県央地域 島原地域 | 五島地域 壱岐地域 対馬地域 |

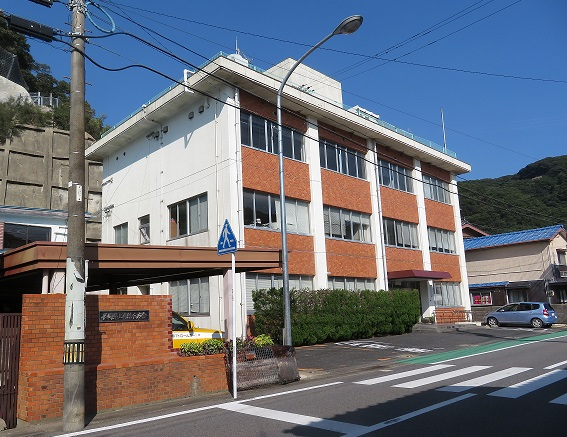
上県土木出張所

長崎県 地域区分図
長崎地域
県北地域
県央地域
島原地域
五島地域
壱岐地域
対馬地域
（濃色が市部、淡色が郡部）

部署によって、住所が異なる場合があるので、（　）で表す。
- 管理部
  - 総務課 - パスポート業務は行っていない。[1]
  - 税務課
- 保健部 対馬保健所
  - 企画調整課
  - 衛生環境課
  - 地域保健課
- 農林水産部
  - 農業振興普及課（対馬農業改良普及センター）
  - 家畜衛生課（対馬家畜保健衛生所）（美津島町鶏知[2]乙 110-4、北緯34度16分53.2秒 東経129度19分44秒 / 北緯34.281444度 東経129.32889度）
  - 農林整備部
  - 林業課
  - 水産課
  - 対馬水産業普及指導センター（美津島町久須保668、北緯34度18分2秒 東経129度21分24.2秒 / 北緯34.30056度 東経129.356722度）
- 建設部
  - 管理課
  - 用地課
  - 道路課
  - 河川防災課
  - 港湾漁港課
  - 上県[3]土木出張所（上県町佐須奈乙937、北緯34度38分25秒 東経129度23分54.6秒 / 北緯34.64028度 東経129.398500度） - パスポート業務は行っていない。[1]
  - 対馬空港管理事務所（美津島町鶏知乙283、北緯34度17分8.8秒 東経129度19分34.2秒 / 北緯34.285778度 東経129.326167度）

## 沿革

### 全般
- 1868年（明治元年）- 明治が始まり、対馬府中藩最後の藩主宗義達（のちに宗重正に改名）が新政府に朝鮮外交について考えを述べる。
- 1869年（明治2年）- 最後の対馬府中藩主、宗義達が版籍奉還を行い、藩の名称を厳原と改称。宗義達が厳原藩知事に任命され、同時に李氏朝鮮との交渉役を任せられる。
- 1871年（明治4年）
  - 7月16日 - 廃藩置県により厳原藩を厳原県と改称。宗重正（=宗義達）が厳原藩知事の職を解かれ、厳原県知事に民部大丞の渡辺清が就任。
  - 8月5日 - 宗重正が朝鮮修交の家役を解かれる。
  - 9月4日 - 伊万里県に合併。
  - 9月25日 - 厳原の今屋敷に「伊万里県出張所」が設置される。
  - 11月11日 - 対馬を10大区に分け、村ごとに小区が設置される。鰐浦と佐須奈浦の関所が廃止される。

- 1872年（明治5年）- 伊万里県が佐賀県と改称。間もなく旧厳原県は長崎県に編入され、「長崎県出張所厳原支庁」が設置。
- 1878年（明治11年）- 厳原支庁が廃止され、上下県郡役所が設置される。この時上県郡に45村、下県郡に10町64村。
- 1883年（明治16年）6月1日 - 厳原支庁が再設置される。
- 1884年（明治17年）4月1日 - 上下県郡役所が廃止される。郡長の役職は大書記官に改称。
- 1886年（明治19年）
  - 8月18日 - 厳原支庁を「対馬島庁」と改称。初代島司は北原雅長。
  - 12月1日 - 対馬警備隊が設置され、対馬島庁島司が対馬警備隊の司令官を兼任することとなる。

- 1889年（明治22年）4月17日 - 全国的に町村制が施行される中、沖縄・隠岐諸島・対馬は除外された。
- 1897年（明治30年）6月 - 対馬島庁島司と対馬警備隊司令官の兼任が解消される。
- 1908年（明治41年）4月1日 - 上県郡・下県郡に島嶼町村制が施行される（公布は前年の1907年（明治40年））。対馬は特別町村として引き続き自治の制限が続く。
- 1919年（大正8年）4月1日 - 対馬において普通町村制が施行される。
- 1926年（大正15年）7月1日 - 対馬島庁が廃止され、下県郡厳原町に「対馬支庁」を設置。島司は支庁長に改称し、庶務・税務・学事・勧業の4係体制となった。
- 1940年（昭和15年）- 課制により、総務課・学務課・経済課を設置。
- 1941年（昭和16年）- 厳原土木管区事務所を吸収し土木課が新設される。
- 1947年（昭和22年）- 農地改革の実施にあわせて農地開拓課と税務課が新設される。
- 1951年（昭和26年）- 社会福祉事業法の施行により、新たに対馬福祉事務所が設置される。
- 1953年（昭和28年）- 各課に係が設置される。
- 1956年（昭和31年）- 経済課と農地開拓課が合併し農地農林課となる。これに伴い、商工関係は水産商工課の所管となる。
- 1959年（昭和34年）- 農地農林課から林業課が分離し、農畜産課と林業指導所となる。
- 1960年（昭和35年）- 農畜産課が農務課に改称。
- 1964年（昭和39年）5月 - 木造旧庁舎の老朽化により、鉄筋造の新庁舎が完成。
- 1969年（昭和44年）- 土木課が建設課に改称。
- 1971年（昭和46年）- 対馬空港建設事務所が設置される。
- 1973年（昭和48年）- 建設課に管理係・用地係・道路建設係・道路維持係・建築係が設置される。河港課が新設される。
  - 対馬ダム建設事務所、厳原と美津島の2か所に水産改良普及所が設置される。

- 1974年（昭和49年）- 林業指導所にしいたけ課が設置される。
- 1975年（昭和50年）4月 - 部制が採用される。
- 1980年（昭和55年）4月 - 用地管理課が管理課と用地課に再編される。
- 1981年（昭和56年）4月 - 耕地課と河港課空港係が新設される。
- 1988年（昭和58年）
  - 3月 - 対馬空港滑走路延長工事完了に伴い、河港課空港係が廃止される。
  - この年 - 南別館が完成。

- 1986年（昭和61年）4月 - 河港課ダム建設係が新設される。
- 1987年（昭和62年）4月 - 総務課と会計課が統合され総務課となる。総務課商工係を商工観光係に改称。
- 1989年（平成元年）4月 - 用地課上県町駐在が新設される。
- 1991年（平成3年）4月 - 総務課を総務企画課に改称。
- 1997年（平成9年）4月 - 上県土木職員駐在所と用地課上県町駐在を統合し、上県土木出張所を設置。
- 1998年（平成10年）4月 -  対馬水産業改良普及所を対馬水産業普及指導センターに改称。
- 1999年（平成11年）4月 - 総務企画課を総務課と地域振興課に再編。
- 2001年（平成13年）4月 - 耕地課を農村整備課に改称。
- 2002年（平成14年）4月 - 河港課を河川防災課と港湾漁港課に再編。
- 2004年（平成16年）4月 - しいたけ課をしいたけ班とし、林業課に統合。
- 2005年（平成17年）4月 - 市町村合併の進展に伴い、県と市町村の新たな役割分担を踏まえ体制を見直し、組織改編の上「対馬地方局」に改称。
  - 対馬農業改良普及センターを編入。
  - 出納課を廃止し、経理係と統合。
  - 地域振興課を廃止し、総務課専門幹を配置。
  - 林業部と農政水産部を統合し、農林水産部を設置。
  - 林業課林業指導班としいたけ班を統合し、普及班を設置。
  - 林業課上県町駐在を廃止。
  - 農務課を廃止。
  - 農村整備課土地改良班を廃止。

- 2007年（平成19年）4月 - 森林土地課治山班と林道班を統合し森林土木班を設置。
- 2008年（平成20年）4月 
  - パスポート取扱業務を長崎県から対馬市へ移管。対馬地方局内と上県土木出張所のパスポート窓口を閉鎖。
    - 対馬振興局（本局）から対馬市役所厳原本庁舎（旧・厳原町役場）に移管。
    - 対馬振興局上県土木出張所から上対馬地域活性化センター（現・対馬市上対馬振興部、旧・上対馬町役場）に移管。

- 2009年（平成21年）4月 - 対馬島内の県の機関を集約することで各部門間の連携を高めるため、組織改編の上「対馬振興局」（現組織名）に改称。
  - 対馬保健所を包括し、「保健部」とする。
  - 農林部・対馬農業改良普及センター・壱岐家畜保健衛生所対馬支所・水産部・対馬水産業普及指導センターを統合し、「農林水産部」とする。
  - 上県土木出張所用地班を廃止し、用地課上県駐在を設置。

- 2010年（平成22年）4月 - 河川防災課河川班と砂防防災班を統合して河川防災班・港湾漁港課港湾班と漁港班を統合して港湾漁港班を設置。

### 各部
対馬保健所
- 設置年月日不明 - 「長崎県立厳原梅毒病院」
- 1887年（明治20年）3月9日 - 「長崎県立梅毒検査所」
- 1904年（明治37年）3月1日 - 「臨時厳原娼妓病院」
- 1905年（明治38年）4月1日 - 「厳原娼妓病院」
- 1911年（明治44年）4月1日 - 「鶏知娼妓病院」
- 1912年（昭和45年）4月1日 - 「鶏知娼妓病院厳原分院」
- 1915年（大正4年）3月31日 - 「厳原娼妓病院」
- 1918年（大正7年）4月12日 - 「長崎県立厳原病院」
- 1932年（昭和7年）4月12日 - 「長崎県立厳原細菌検査所」
- 1942年（昭和17年）10月22日 - 厚生省が厳原保健所（型別C級）の設置を認可。
- 1943年（昭和18年）11月15日 - 厳原町大字厳原東里（現・対馬市厳原町東里）328番2号に「厳原保健所」を設置。対馬島13町村を所管とする。
- 1944年（昭和19年）10月1日 - 簡易保険健康相談所を吸収併合。
- 1947年（昭和22年）12月
  - 食品衛生法の施行に伴い、内務省警察部所管の衛生獣疫業務が厚生省所管の保健所衛生行政に移管される。
  - 同時に、竹敷と畜検査所の業務が、厳原警察署鶏知警部補派出所から厳原保健所の所管となる。

- 1950年（昭和25年）12月8日
  - 保健所機構改革により、2課制（総務課・衛生課）となり、衛生課長が1955年（昭和30年）度まで保健所長を兼務。レントゲン船「鶴丸」（つるまる）を配属。
  - 同年6月に勃発した朝鮮戦争（朝鮮動乱）により、対馬への不法入国者が急増したため、密航者への検疫業務が保健所所管となる。

- 1951年（昭和26年）3月7日 - 保健所庁舎を海上保安庁に譲渡し、教員養成所校舎（対馬高等女学校跡）を仮庁舎とする。
- 1952年（昭和27年）8月1日 - 厳原町大字国分1442番2号に保健所庁舎を新築し、移転。
- 1960年（昭和35年）10月1日 - 保健船「鶴丸」を廃止し、「青い鳥」が新造の上、配属される。
- 1961年（昭和36年）4月1日 - 保健所機構改革により3課制となる（現行類型L型）
- 1968年（昭和43年）9月 - 現在地に保健所庁舎を新築し移転。
- 1976年（昭和51年）
  - 4月1日 - 厳原保健所上県分室を設置。
  - 6月1日 - 保健船「青い鳥」を大瀬戸保健所へ配属替え。

- 1997年（平成9年）
  - 3月31日 - 厳原保健所上県分室を廃止。
  - 4月1日 - 「対馬保健所」に名称変更。

- 2004年（平成16年）4月1日 - 保健所組織再編。総務課を総務企画課に改組し、各課の班制を廃止。
- 2009年（平成21年）4月1日 - 地方機関再編により、「対馬振興局保健部 対馬保健所」となり、総務企画課を企画調整課と改称。

## 参考資料
- 「厳原町誌」（厳原町、1997年（平成9年）3月31日発行）
- 「つしま百科」（発行:対馬観光物産協会 監修:長崎県対馬振興局、2011年（平成23年）5月）p.360-p.366

## 関連事項
- 長崎県庁
- 県内の他の振興局
  - 長崎振興局
  - 県央振興局
  - 島原振興局
  - 県北振興局
  - 五島振興局
  - 壱岐振興局
- 支庁